# Dänija Jespajewa

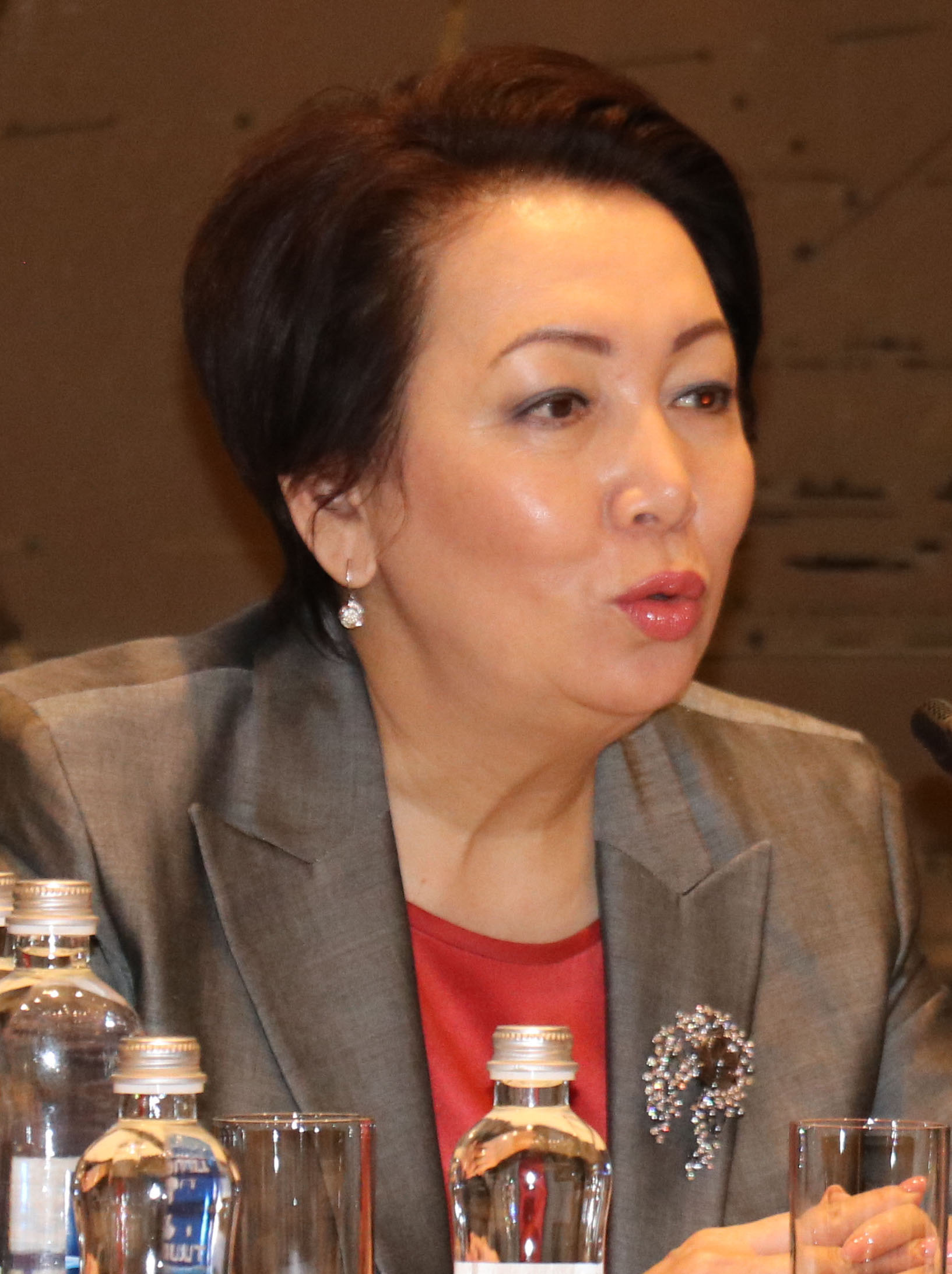
Dänija Jespajewa, 2019

Dänija Madiqysy Jespajewa (kasachisch Дәния Мадиқызы Еспаева, russisch Дания Мадиевна Еспаева Danija Madijewna Jespajewa; * 5. März 1961 in Jajssan, Kasachische SSR) ist eine kasachische Politikerin (Aq Jol).

## Leben
Dänija Jespajewa wurde 1961 im Dorf Jajssan im heutigen Audan Märtök im Gebiet Aqtöbe geboren. Sie schloss 1982 die Akademie für Bankwesen in Alma-Ata ab. Einen weiteren Abschluss in Wirtschaftswissenschaften erlangte sie 1993 an der Staatlichen kasachischen Akademie für Management.
Nach ihrem Abschluss arbeitete sie zunächst bei der Staatsbank der UdSSR in der Kreditabteilung der Regionalverwaltung in Aktjubinsk. Zwischen 1988 und 1991 war sie bei der Promstroibank beschäftigt. Von 1995 bis 1997 arbeitete sie in der Kreditabteilung der Regionalabteilung Aqtöbe der AlemBank. Anschließend war sie neun Jahre lang in einer anderen Position bei der BTA Bank tätig, bevor sie 2006 Direktorin der Filiale in Aqtöbe wurde. Ab November 2014 leitete sie dann die regionale Niederlassung der Kazkommertsbank in Aqtöbe. Seit August 2008 war sie Abgeordnete im Regionalparlament des Gebietes Aqtöbe, wo sie Mitglied der Kommission für Familie und Frauen war.
Nach der Parlamentswahl 2016 wurde sie Abgeordnete für die Partei Aq Jol in der Mäschilis, dem kasachischen Parlament. Hier war sie seitdem Mitglied des Finanz- und Haushaltsausschusses. Bei der vorgezogenen Präsidentschaftswahl 2019 wurde Jespajewa von ihrer Partei Aq Schol als Präsidentschaftskandidatin nominiert. Sie war damit die erste Frau in der Geschichte Kasachstans, die für das Amt des Präsidenten zur Wahl antrat. Dabei erhielt sie rund fünf Prozent der Stimmen. Auch bei der Wahl 2021 und der vorgezogenen Wahl 2023 konnte sie erneut einen Sitz in der Mäschilis erringen.